# Kaczka Pchnięta Nożem
Kabaret Kaczka Pchnięta Nożem – polski kabaret założony w 1996 w Rzeszowie. Nazwa grupy pochodzi od pierwszego programu kabaretu, a ten od okładki płyty zespołu The Residents.

## Historia kabaretu
Pomysł założenia kabaretu związany jest z radiowęzłem akademików i nadawaną tam satyryczną audycją Kaczka pchnięta nożem autorstwa Andrzeja Rozmusa. Kabaret założyli Andrzej Rozmus, Leszek Fila i Dariusz Popek. Pierwszy występ odbył się 21 marca 1996 w klubie studenckim Pod Palmą w Rzeszowie. W następnym roku akademickim do zespołu dołączył Łukasz Błąd. W 1997 roku kabaret wystąpił w eliminacjach konkursowych PaKI, nie zdobył jednak żadnej nagrody. Po dwóch latach z kabaretu odeszli Leszek Fila i Dariusz Popek, a na ich miejsce (poprzez casting) zostały przyjęte: Beata Zając, Aneta Wójtowicz i Marta Wojtowicz. Trzeci program kabaretu: I młotkiem możesz sobie coś wybić z głowy, czyli jeden dzień z życia androida pojawił się na antenie Radia Rzeszów S.A. W listopadzie 1998 roku na I Festiwalu Teatrów i Kabaretów Studenckich w Gdańsku „Wyjście z cienia” Kaczka Pchnięta Nożem została wyróżniona Nagrodą Specjalną dla kabaretu o najbardziej mięsnej nazwie (nagrodą było 5 kg salami). W tym roku do zespołu został przyjęty również Tomasz Kapała.
W 1999 roku kabaret wziął bez sukcesów udział w kolejnych eliminacjach do PaKI oraz w Mól-latce w Gołdapi. W październiku 1999 roku grupa zdobyła  Nagrodę Jurora IV Rybnickiej Jesieni Kabaretowej Ryjek. W listopadzie - I miejsce na festiwalu Wyjście z cienia w Gdańsku. Od tego czasu kabaret zaczyna regularnie brać udział w warsztatach kabaretowych i kabaretonach, m.in. Mazurskiej Nocy Kabaretowej, Kabaretonie Mulatka, Lidzbarskich Biesiadach Humoru i Satyry, Ryjku etc.
W 1999 roku kabaret Kaczka Pchnięta Nożem utworzył Polską Ligę Kabaretową, która - na wzór meczów piłkarskich - jest pojedynkiem kabaretów o Nagrodę Publiczności.
W 2000 roku kabaret wygrał:
- „Przegląd Studenckiej Twórczości Scenicznej Sceneria” w Gdańsku
- Nagrodę Kabaretów i Nagrodę Jurora na festiwalu „Ryjek”
- I nagrodę na Festiwalu Teatrów i Kabaretów Studenckich w Gdańsku Wyjście z cienia

a w 2001 - II nagrodę na Kabaretonie Mulatka oraz Nagrodę Jurora, Nagrodę Kabaretów, Nagrodę Publiczności na Rybnickiej Jesieni Kabaretowej Ryjek.
W 2002 kabaret Kaczka Pchnięta Nożem zdobył III Nagrodę PAKI i zaczął regularnie pojawiać się w audycjach radiowych (np. Powtórka z rozrywki w radiowej Trójce, Strefa Kabaret w Radio Rzeszów) oraz telewizyjnych (Kabaretowa Liga Dwójki, Tygodnik Moralnego Niepokoju, HBO na stojaka czy Bombonierka w TVN 7).
W 2003 i 2005 radiowe audycje satyryczne Łukasza Błąda i Andrzeja Rozmusa zostały wyróżnione na Lidzbarskich Biesiadach Humoru i Satyry.
W 2006 roku ukazała się płyta z radiowymi skeczami Kaczki Pchniętej Nożem wydana przez Radio Rzeszów.

## Programy
1. Kaczka Pchnięta Nożem (1996)
2. Flaczki Pchniętej Nożem Kaczki (1997)
3. I młotkiem możesz sobie coś wybić z głowy, czyli jeden dzień z życia androida (1998)
4. Trzy lata w zawieszeniu (1999)
5. Spięcia i iskrzenia (2000)

## Obecni członkowie
- Marta Wojtowicz-Błąd
- Aneta Kowalkowska (de domo Wójtowicz)
- Lech Walicki
- Łukasz Błąd
- Andrzej Rozmus (założyciel)

## Byli członkowie kabaretu
- Leszek Fila
- Dariusz Popek
- Beata Zając
- Tomasz Kapała